# Wirthbacteria
Wirthbacteria es una clase candidata de bacterias recientemente propuesta. Es una clase relacionada y con una posición basal con respecto al grupo CPR o Minisyncoccota. Estas bacterias se han identificado mediante análisis genómicos y todavía no han podido ser cultivadas. Comparten varias de sus características con el grupo CPR y por ello se incluyen en este grupo, como su pequeño tamaño, falta de cadenas respiratorias, metabolismo reducido, síntesis de nucleótidos y aminoácidos escasa, etc. Estas últimas características dificultan el cultivo.